# أناستاسيا بيدبالوفا
أناستاسيا بيدبالوفا (بالأوكرانية: Підпалова Анастасія Валеріївна) مواليد 5 يناير 1982 في خيرسون، أوكرانيا، هي لاعبة كرة يد أوكرانية تلعب كظهير أيسر. مثلت منتخب أوكرانيا لكرة اليد للسيدات. شاركت في دورة الألعاب الأولمبية الصيفية سنة 2004.

## سجل المنافسة
شاركت في البطولات التالية:
- بطولة أوروبا لكرة اليد للسيدات 2012
- بطولة أوروبا لكرة اليد للسيدات 2014

## الميداليات
| الميدالية | المسابقة                       |
| --------- | ------------------------------ |
| برونزية   | الألعاب الأولمبية الصيفية 2004 |

## روابط خارجية
- أناستاسيا بيدبالوفا على موقع الاتحاد الأوروبي لكرة اليد (الإنجليزية)
- أناستاسيا بيدبالوفا على موقع أوليمبيديا (الإنجليزية)